# Џек демпсеј (риба)
Џек Демпсеј (лат. Rocio octafasciata) је врста циклида, која је широко распрострањена у Северној и Средњој Америци (од Мексика до Хондураса). Своје име је добила због своје агресивне природе и карактеристика сличних познатом боксеру из 1920—их Џеку Демпсију.

## Распрострањеност
Ова риба је распрострањена у Мексику и Хондурасу, где се може наћи у стајаћим водама нпр. мочварама и местима са топлом, блатњавом и пешчаном водом, као и спорим рекама. Такође је присутна и у Аустралији, Америци и Тајланду (као акваријумски примерак), а локално је позната као плава фронтаса.
Џек Демпсеј живи у подручјима где преовлађује тропској клими и преферира воду са pH вредношћу 6-7, тврдоћу воде од 9-20 дгх а температуру воде између 22-30 °C. Може да досегне дужину од 25 cm. Једе месо и храни се црвима, раковима, инсектима и другим рибама.
Џек Демпсеј полаже јаја на равним тврдим подлогама у оквиру своје територије као нпр. камењу, деблима или стаклу на дну акваријума. Као многе рибе из његове врсте, показују родитељску бригу према младунцима. Чувају своја јаја пре него што се излегну. Познати су по томе што сажваћу храну за своје младунце.

## Морфологија
Промене у боји јављају се током сазревања и то од светлосиве или од тена са тиркизним мрљама до тамно љубичасто-сиве са светлим, преливајућим плавим, зеленим и златним мрљама. Њихова боја се мења када су под стресом. Дорсална и анална пераја код зрелих мужјака имају дугачке, шиљате нагибе, док их женке не поседују. Током парења боје на телу код оба пола постају тамније, па постају скоро потпуно црне са мало или нимало металне нијансе.

## У акваријуму
Џек Демпсеј је популарна акваријумска риба, због својих специфичног изгледа. Она, као и већина циклида, се сматрају агресивном, али могу се лепо слагати у добро насељеном акваријуму. Теже ка територијалности ако су остављене са малим бројем других риба. 
Џек демпсеј може бити стидљив, па уме да се скрива по акваријуму, те се стога препоручује да им се остави мало више простора. Често ће прво заузети пећину и агресивно се понашати према осталим рибама које пливају у близини. Такође постоји плава варијанта ове рибе која је позната као плави или електрично плави џек демпсеј. То је природна генетичка мутација. Ова врста је мање агресивна, ситнија је и нежнија.

## Џек демпсеј у популарној култури
У часопису “Сан Франциско кроникл” објављен је чланак 1997. године о човеку који је умро пошто је ставио ову рибу себи у уста из шале. Наиме, риба је избацила своја пераја, у страху да не заврши прогутана, што је карактеристична одбрана од предатора за ову врсту, те се на тај начин заглавила у грлу дотичног човека.
У дванаестој епизоди серије "Одељење за убиства", ова риба је пронађена на месту злочина, а немарни детектив по имену Џон Манч ју је однео кући. Наиме, планирао је да је поклони својој девојци која скупља тропске рибе. Да би је изненадио, ставио ју је у њен акваријум, али џек демпсеј појела све остале рибице чија је вредност била око 4 хиљаде долара. Детектив је касније ову рибу прогласио убицом.